# Route 338 (Québec)
Pour les articles homonymes, voir Route 338.
La route 338 (R-338) est une route régionale québécoise d'orientation est / ouest située sur la rive nord du fleuve Saint-Laurent. Elle dessert la région de la Montérégie.

## Tracé
La route 338 traverse la municipalité régionale de comté de Vaudreuil-Soulanges en parallèle au fleuve Saint-Laurent. Elle débute à la frontière québéco-ontarienne et poursuit son chemin en croisant les routes 325 et 201 ainsi que l'A-30 pour se terminer sur l'A-20 à Vaudreuil-Dorion. Elle est desservie par un échangeur à la hauteur de la route 201 et du pont Monseigneur-Langlois, ainsi qu'avec l'A-30. Après son croisement avec la route 201, elle longe le canal de Soulanges puis la rive du lac Saint-Louis. Elle se termine par un carrefour contrôlé par feux au boulevard Harwood, qui porte le numéro d'A-20 bien que n'étant pas de géométrie autoroutière. Elle correspond à l'ancienne route 2 qui reliait Montréal et Toronto avant l'existence des autoroutes 20 et 401.

## Frontière interprovinciale
À son extrémité ouest, à Rivière-Beaudette, la route 338 relie le Québec à la province de l'Ontario. À la frontière, elle devient la County Road 2. La route entre en Ontario dans le canton de South Glengarry, dans les comtés unis de Stormont, Dundas et Glengarry.

## Localités traversées (d'ouest en est)
Liste des municipalités dont le territoire est traversé par la route 338, regroupées par municipalité régionale de comté.

### Montérégie
Vaudreuil-Soulanges
- Rivière-Beaudette
- Saint-Zotique
- Les Coteaux
- Coteau-du-Lac
- Les Cèdres
- Pointe-des-Cascades
- Vaudreuil-Dorion

## Intersections majeures
| MRC                   | Municipalité      | km    | Destinations                                                         | Notes                    |
| --------------------- | ----------------- | ----- | -------------------------------------------------------------------- | ------------------------ |
| Vaudreuil-Soulanges   | Rivière-Beaudette | 0,00  | County Road 2 ouest – South Glengarry, Cornwall                      | Continue en Ontario      |
| Vaudreuil-Soulanges   | Rivière-Beaudette | 2,30  | R-325 nord vers A-20 – Rivière-Beaudette, Saint-Télesphore           | Terminus sud de la R-325 |
| Vaudreuil-Soulanges   | Coteau-du-Lac     | 14,70 | R-201 vers A-20 – Salaberry-de-Valleyfield, Toronto, Montréal        | Échangeur                |
| Vaudreuil-Soulanges   | Coteau-du-Lac     | 17,50 | Vers R-201 nord / A-20 – Salaberry-de-Valleyfield, Toronto, Montréal |                          |
| Vaudreuil-Soulanges   | Les Cèdres        | 29,90 | A-30 – Vaudreuil-Dorion, Sorel-Tracy                                 | Sortie 9 de l'A-30       |
| Vaudreuil-Soulanges   | Vaudreuil-Dorion  | 40,90 | A-20 – Montréal, Ontario                                             | Intersection à niveau    |
| - Transition de route |                   |       |                                                                      |                          |